# Pietro Cantoni
Pietro Cantoni (* 25. Februar 1648 in Cabbio; † 20. Februar 1700 in Genua) war ein Schweizer Baumeister.

## Leben
Pietro Cantoni wurde 1648 als ältester Sohn des Bauhandwerkers Taddeo Cantoni und der Anna Baruzzi geboren. Im Alter von zwölf Jahren schickten ihn die Eltern nach Genua zur Ausbildung im Bauhandwerk. Nach der durch den französischen König Ludwig XIV. angeordneten Bombardierung Genuas im Mai 1684 kam er zu bedeutenden Aufträgen. Seine Arbeitgeber gehörten zu den obersten Adels- und Patrizierfamilien Genuas. Anfang noch mit Ausbesserungen und Renovationen betraut, übertrugen sie ihm nun wichtige Aufträge.

## Familie
Im Jahr 1677 heiratete Cantoni Maria Domenica Grigo, die aus einer angesehenen Architektenfamilie in Ligurien stammte. Aus der Ehe mit Maria Domenica entsprangen vier Kinder, unter ihnen zwei Söhne: Marc'Antonio begründete den Familienzweig von Muggio, dem die berühmten Architektenbrüder Simone und Gaetano Cantoni angehörten.
Nach dem Tod von Maria Domenica 1692 heiratete Pietro Cantoni 1694 die 24-jährige Caterina Fontana, Tochter des ebenfalls im Baugewerbe tätigen Giovanni Battista Fontana, mit der er die beiden Söhne Giuseppe Maria und Francesco Maria Cantoni hatte.

## Bauwerke

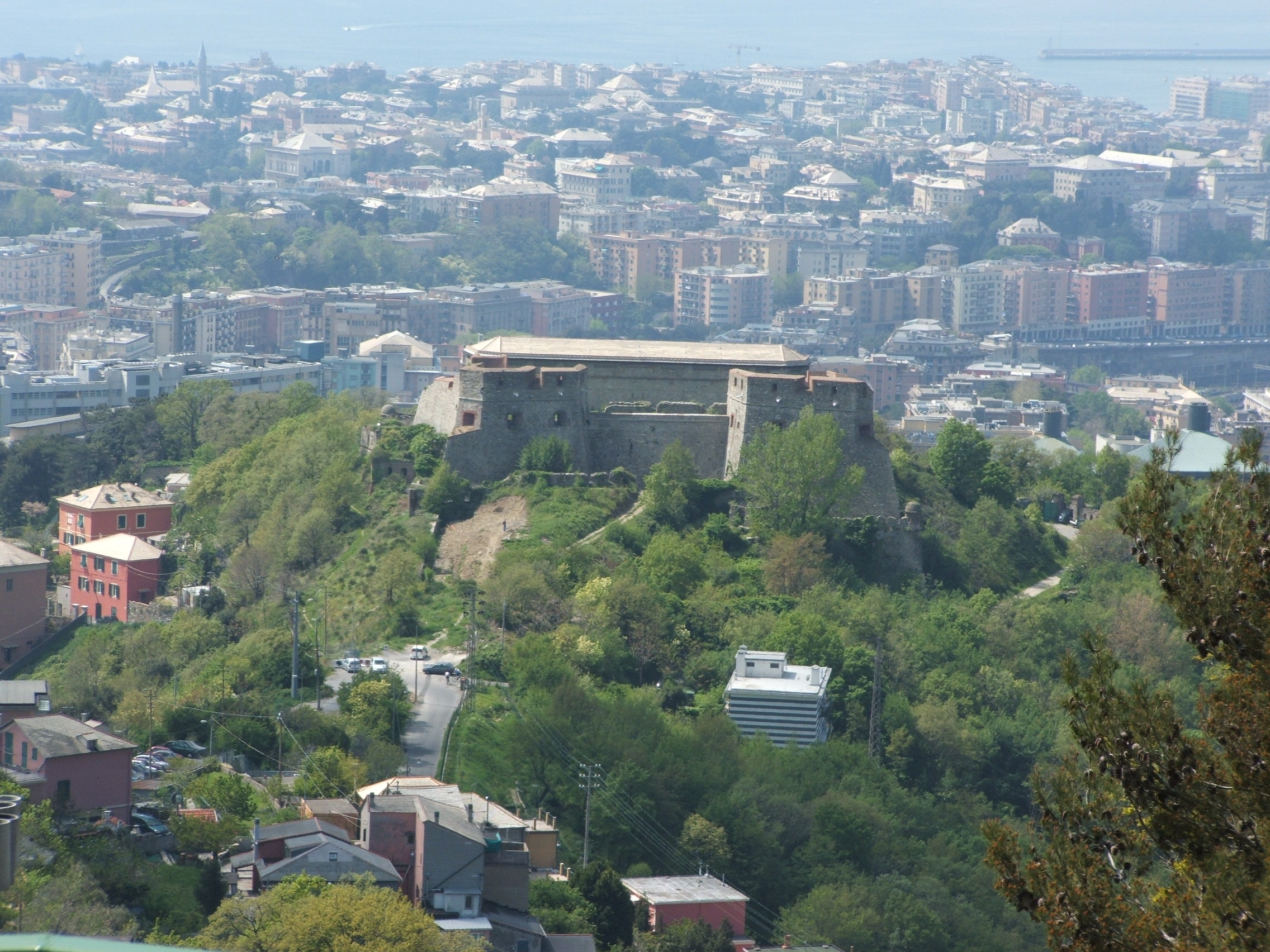
Forte di Santa Tecla, Genua

- Forte di Santa Tecla, Genua